# Viện Hàn lâm Khoa học Địa chất Trung Quốc
Viện Hàn lâm Khoa học Địa chất Trung Quốc (tiếng Trung: 中国地质科学院, tiếng Anh: CAGS, Chinese Academy of Geological Sciences) là viện nghiên cứu khoa học địa chất đầu ngành của Cộng hòa Nhân dân Trung Hoa.
Viện được thành lập vào năm 1956 và được tổ chức lại vào năm 1999. Về mặt hành chính Viện thuộc quản lý của Bộ Đất đai và Tài nguyên CHND Trung Hoa .

## Nghiên cứu
Viện tiến hành nghiên cứu khoa học về các lĩnh vực địa chất và địa vật lý, chẳng hạn như các kỹ thuật phân tích, thăm dò khoáng sản, địa chất thủy văn, địa chất công trình, địa chất môi trường, địa chất karst, địa vật lý thăm dò và địa hóa học .
Viện hoạt động trong nghiên cứu về cổ sinh vật học, và đã tham gia vào việc xác định các loài khủng long mới, bao gồm Zhenyuanlong, Xixiasaurus, và một loại mới của Tyrannosaur là Qianzhousaurus, cũng như các loài động vật khác như Castorocauda và Rugosodon .

## Các viện trực thuộc
| Tên                                            | Viết tắt | Tên tiếng Anh                                        |
| ---------------------------------------------- | -------- | ---------------------------------------------------- |
| Viện Thủy văn và Địa chất môi trường           | IHEG     | Institute of Hydrogeology and Environmental Geology  |
| Viện Thăm dò Địa vật lý và Địa hoá             | IGGE     | Institute of Geophysical and Geochemical Exploration |
| Viện Địa cơ học                                | IGM      | Institute of Geomechanics                            |
| Viện Địa chất                                  | IG       | Institute of Geology                                 |
| Viện Tài nguyên khoáng sản                     | IMR      | Institute of Mineral Resources                       |
| Trung tâm Nghiên cứu Quốc gia về Địa phân tích | NRCG     | National Research Center for Geoanalysis             |
| Viện Địa chất và Khoáng sản Thiên Tân          | TIGMR    | Tianjin Institute of Geology and Mineral Resources   |
| Viện Địa chất Karst                            | IKG      | Institute of Karst Geology                           |